# Graphocephala
Graphocephala is een geslacht van cicaden uit de familie van de dwergcicaden (Cicadellidae).

## Soorten
- Graphocephala coccinea Forster, 1771
- Graphocephala fennahi Young, 1977 (Rododendroncicade)